# بات فيربيك
باتريك مارتن فيربيك (مواليد 24 مايو 1964) هو لاعب هوكي جليد كندي محترف سابق  والمدير العام الحالي لفريق أنهايم داكس التابع لدوري الهوكي الوطني. لعب فيربيك في خمسة فرق على مدار 20 عامًا من مسيرته.

## الجوائز
- فاز بكأس ستانلي : 1999 مع دالاس ستارز.

## مهنة ما بعد اللعب
عيين فيربيك المدير العام لـ أنهايم داكس في 3 فبراير 2022.